# Biharrósa község
Biharrósa község (románul: Comuna Roșia) község Bihar megyében, Romániában. Központja Biharrósa, hozzá tartozik Lázurihegy.

## Népessége
A 2011-es népszámlálás adatai alapján a község népessége 2384 fő volt.